# Vanden Plas
Vanden Plas (Ванден Плас) — з 1870 року бельгійський, а пізніше — англійський, виробник карет, автомобілів та літаків. Штаб-квартира розташована в Лондоні. У 1914 році компанію купує фірма Aircraft Manufacturing, у 1923 році — Едвін Фокс, а у 1946 році — фірма Austin. У 1980 році компанія припинила виробництво автомобілів. Сьогодні права на марку належать компанії Nanjing Automobile.

## Заснування компанії. Виробництво автомобільних кузовів
У 1880 році коваль Гійом ван ден Плас успадкував від свого дядька фірму з виробництва коліс і мостів для гужового транспорту в Брюсселі, через 4 роки він переніс свій бізнес в Антверпен. Незабаром три його сина — Антуан, Анрі та Віллі приєдналися до його справи. У 1898 році Анрі очолив фірму в Антверпені, а його брати відкрили філії в Брюсселі. Тоді ж фірма починає займатися виготовленням кузовів для автомобілів, фірму називають La Carosseri Van den Plas, через 2 роки фірма вважається найкращою в Бельгії, виготовляючи кузови для автомобілів марок De Dion-Bouton, Berliet, Germain та американського Packard.

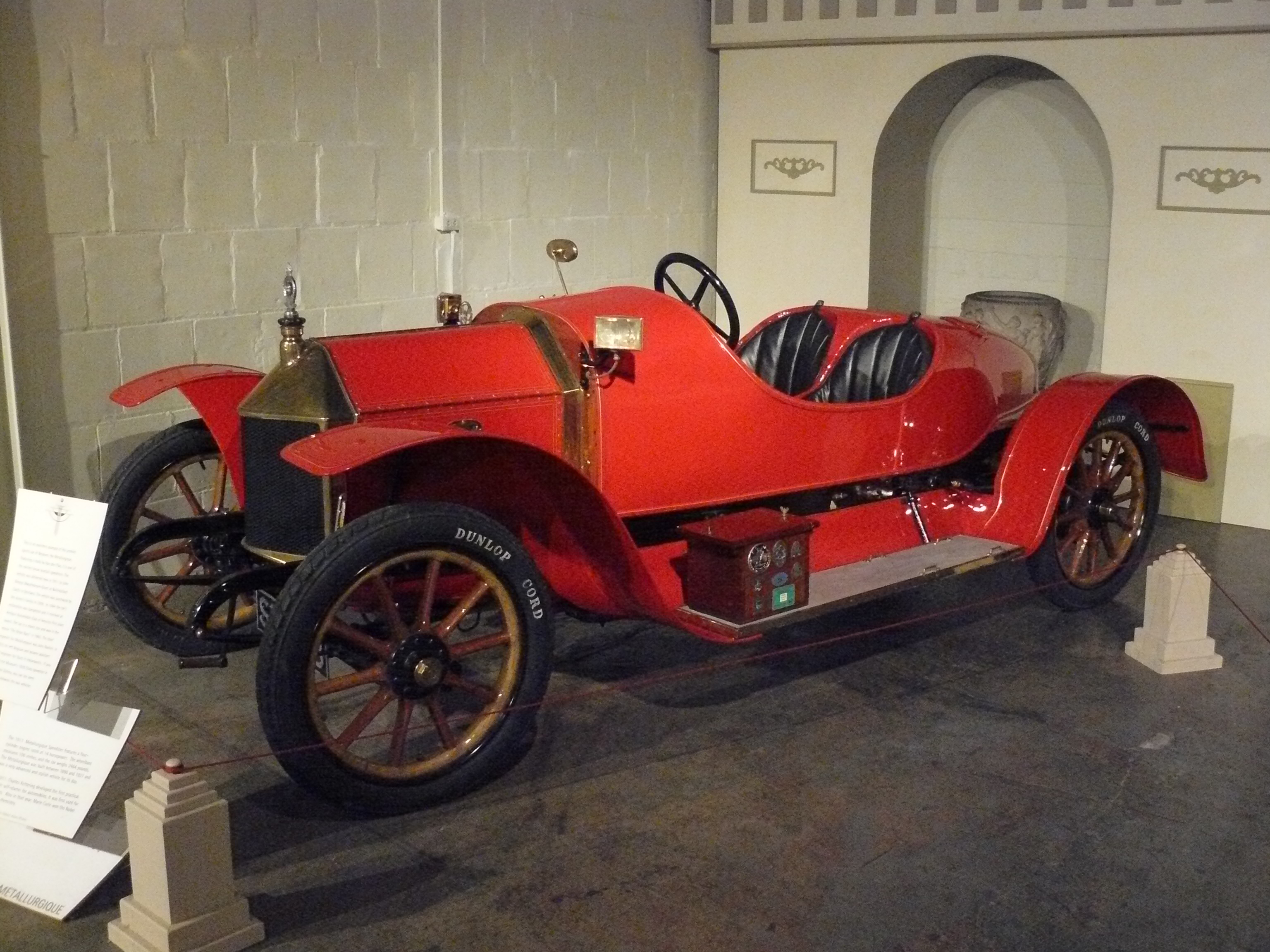
Métallurgique Roadster Van den Plas

У 1908 році підприємство нараховувало близько 400 робітників, які вручну виготовляли кузови для автомобілів. Перші ж автомобілі з кузовами «Ван ден Плас» потрапили до Великої Британії ще в 1906 році з автомобілями бельгійської марки Métallurgique.
У 1912 році фірма випускає по 750 кузовів на рік, однак цього мало для покриття попиту, тоді Тео Мазуї купує ліцензію на виготовлення кузовів фірми, засновуючи в 1913 році кузовобудівну фірму Vanden Plas Ltd в Англії.

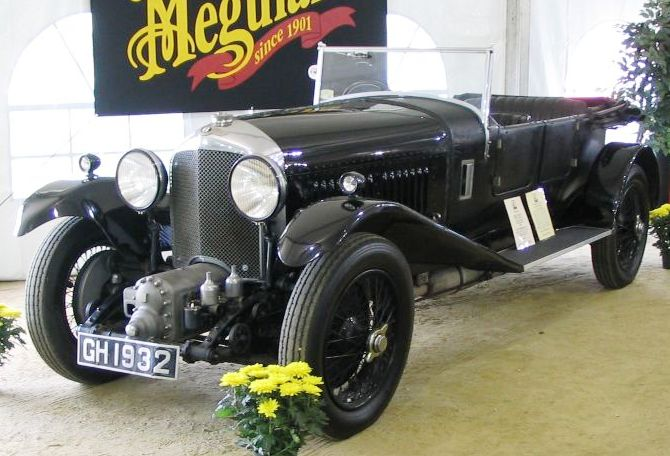
Bentley 4 1/2 Litre Vanden Plas

Коли починається Перша світова війна, фірму Vanden Plas Ltd купує авіабудівна компанія Aircraft Manufacturing Co, яка знаходиться в Хендоні, після війни виробництво літаків зупиняється, оскільки попит на них падає, проте, не оговтавшись від фінансових труднощів, фірма виставляється на торги в 1922 році. У 1923 році Vanden Plas Ltd купує колишній менеджер фірми — Едвін Фокс, разом зі своїми братами Альфредом і Френком. Альферд стає головою фірми, і Едвін — технічним директором. Фірма обґрунтовується в Кінгсбурі, в потужностях фірми Kingsbury Engineering Company, яка збанкрутувала в 1921 році. Незабаром фірмі вдається укласти вигідні контракти і вона починає постачати кузови фірмі «Бентлі».

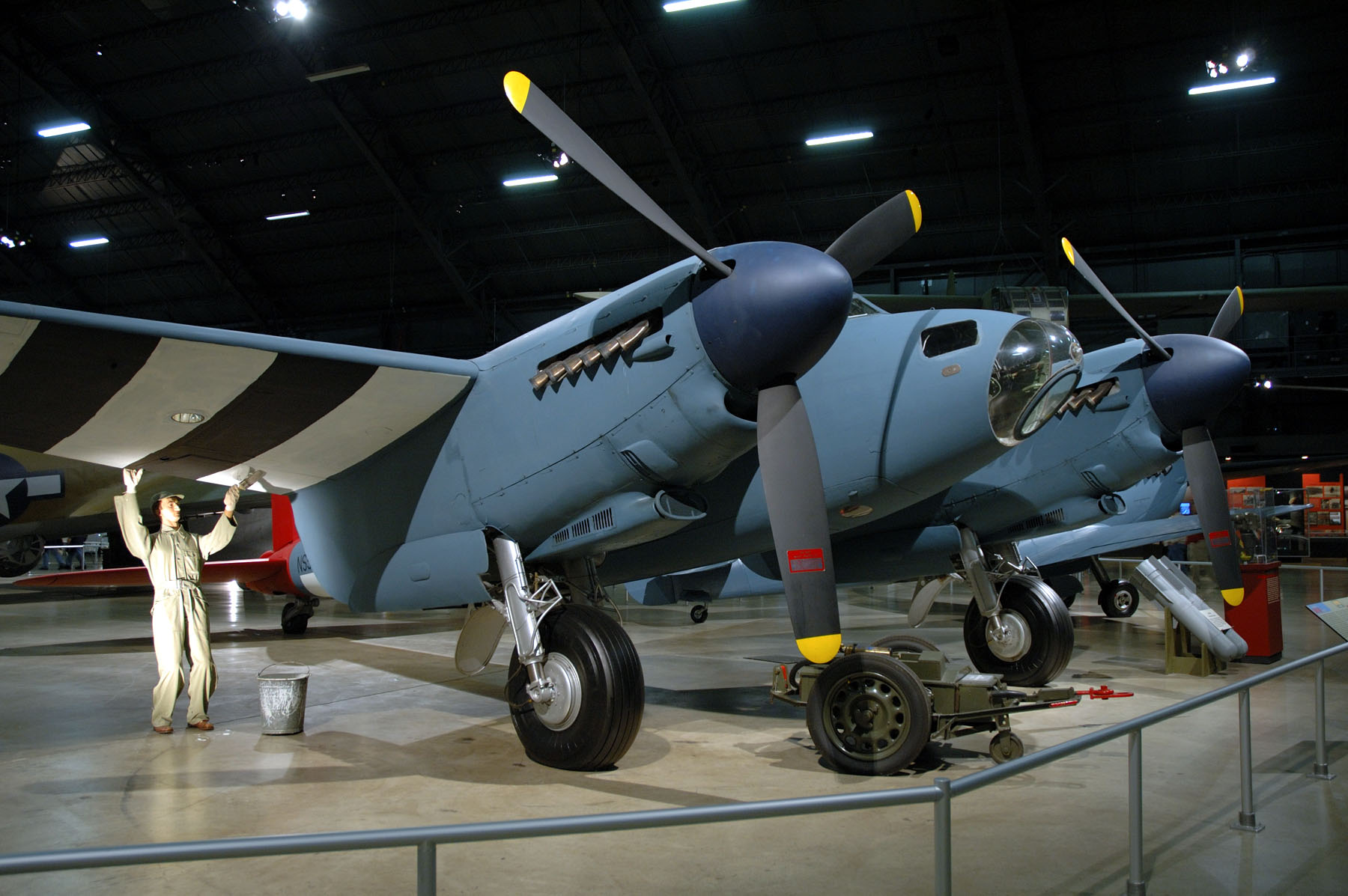
De Havilland: DH 98 Mosquito

Незабаром британська фірма поставляє кузови таким грандам, як Alvis, Armstrong Siddeley, Bentley, Daimler, Lagonda і Rolls-Royce. Бельгійська ж компанія відновила роботу в 1920 році, фірма тепер називається Carrosseri Van den Plas, і вона теж процвітає, в 1924 році до неї приходить працювати граф Алексіс Сахновскі, а у Франції відкривається ще одне підприємство, засноване молодшим з братів, яке називається Willy Van Den Plas et Salomon & Cie. У 1935 році, коли фірма Minerva збанкрутувала, справи у бельгійської контори йдуть погано, і вона закриває підприємство, слідом за нею закривається і дочірнє підприємство у Франції. Через 4 роки британська фірма припиняє виробництво автомобільних кузовів і переключається на авіаційну продукцію, зокрема, виробляє шасі і крила для літаків De Havilland: DH 98 Mosquito.
У 1945 році, після закінчення війни і відповідно падіння попиту на літаки, Vanden Plas Ltd хоче повернутися до кузовного бізнесу, однак контракт з фірмою «Роллс-Ройс» зривається, фірма знаходиться в безвихідній ситуації. У 1946 році глава фірми Austin — Леонард Лорд пропонує Фоксам 90 000 фунтів за фірму, справа в тому, що Лорд хотів випустити автомобіль вищого класу, а для цього йому були потрібні виробничі потужності для виготовлення кузовів, і на його погляд Vanden Plas Ltd ідеально підходила для цього. Едвін і Роланд Фокс погоджуються, треба сказати, що Роланд, син Едвіна, прийшов в 1932 році у фірму батька, але скоро був переманений фірмою Alvis, проте вже в 1940 році він повернувся в компанію батька, за угодою главою фірми стає Лорд, але Фокси стають директорами дочірнього підприємства фірми «Остін».

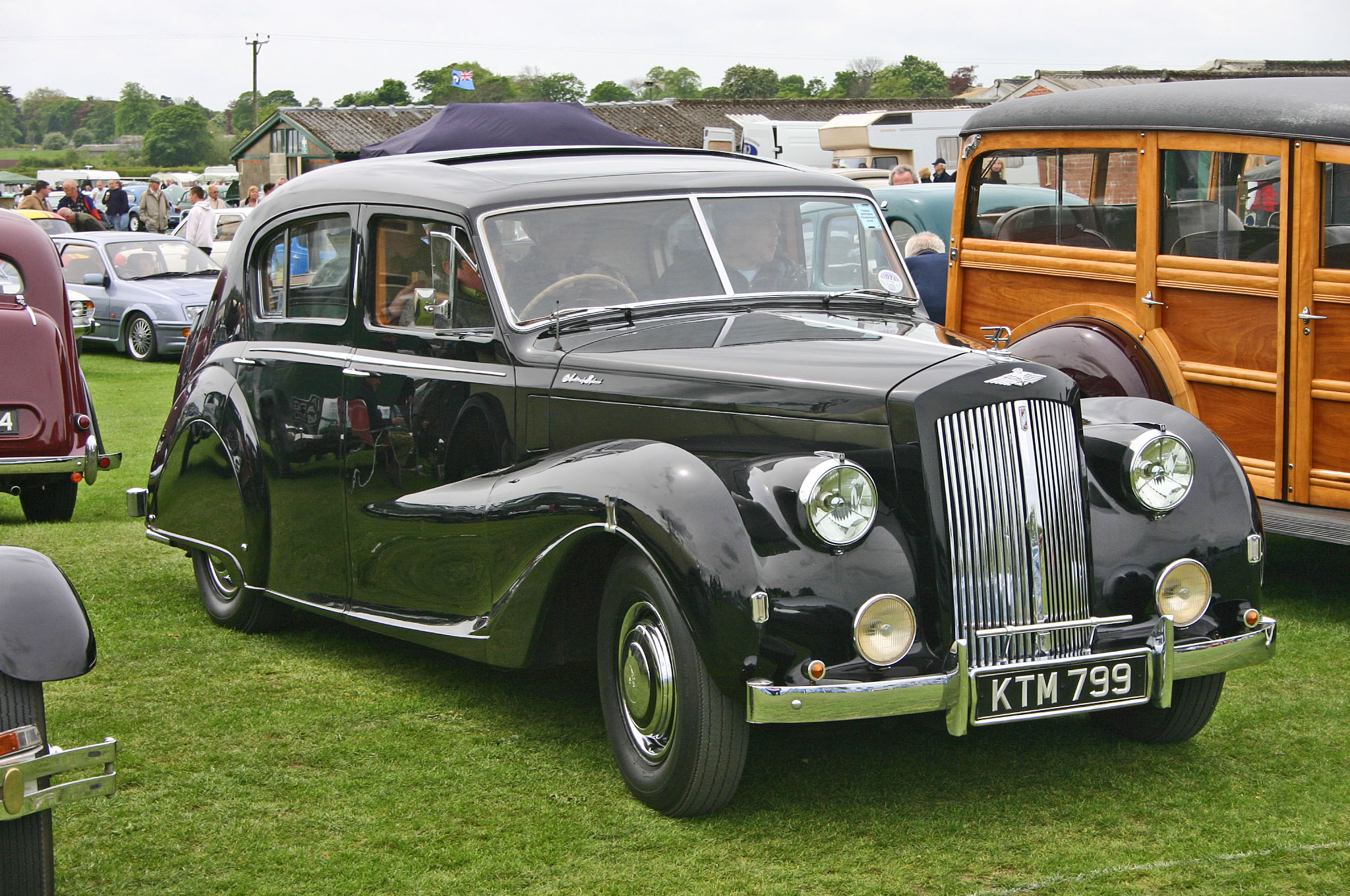
Austin A135 Princess II DM2

У 1947 році на базі Austin A110 Sheerline починається виробництво моделі Austin A120 Princess. Обидві машини мають однакові шасі і мотори, об'ємом 3.5 л, з рядною шісткою. Однак мотор А120 був потужніший на 10 к.с. і розвивав 135 к.с. завдяки 2-ом карбюраторам. Якщо кузови «Шірлайна» виготовлялися в Лонгбріджі, тобто там же, де і шасі, то «Прінцесс» дороблялись в Кінгбурі, тобто на потужностях «Ванден Плас». Залежно від типу кузова, вони несли додаткові індекси DS1 або DM1, перший був кузов лімузин, тобто зі скляною перегородкою в салоні, друга — з кузовом седан, тобто без перегородки за спиною водія (насправді дизайн кузова був один і той же). У 1950 році мотор був збільшений до 4-х літрів і машина отримала індекс «А135 Принцес».
До речі, тим часом бельгійський «Ван Ден Плас», який спробував відновитися після війни, виготовивши кілька кузовів з 1947 року, остаточно ліквідується в 1949 році, на цьому з бельгійською фірмою все.
У 1952 році фірма Austin входить в концерн BMC, а в Кінгсбурі починається виробництво подовженої версії Princess III, яка стає популярною у державних діячів. У 1954 році у зв'язку зі смертю Едвіна Фокса керуючим директором компанії Vanden Plas Ltd стає його син — Роланд Фокс. У 1956 році А135 отримує новий дизайн кузова, а через рік машина починає називатися Princess Mk IV, ім'я Austin виключають, щоб дистанціювати цю дорогу модель від доступної і дешевої марки Austin. У цьому ж році Лорд вирішує випускати топовий варіант серійної моделі Austin А105 Westminster на заводі «Ванден Плас», в 1958 році 500 перших машин було відправлено на завод в Кінгсбурі.

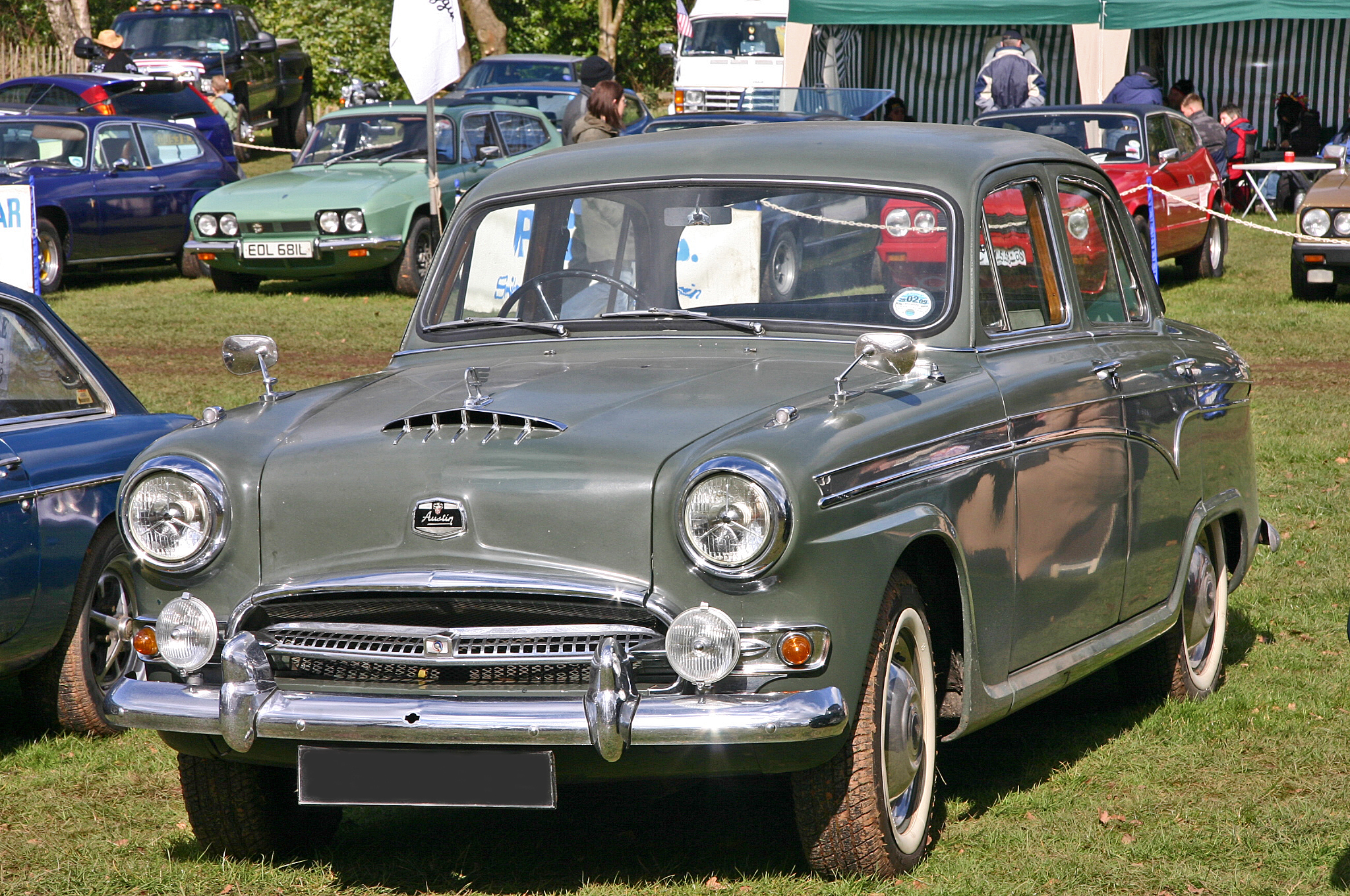
Austin A105 Vanden Plas

Ця машина відрізнялася від серійних «Вестмінстерів» в першу чергу обробкою салону, салон був оброблений шкірою Конноллі, дорогими вовняними килимами і деревом з кореня горіха. Зовні машини відрізнялися від базових двокольоровим розфарбуванням і шильдиками Vanden Plas.

## Початок виробництва автомобілів
У 1959 році Рональд Фокс за вказівкою Лорда створює дизайн на базі нового Austin A99 Westminster для марки Princess, решітка радіатора була схожа по дизайну на щось середнє між ґратами радіатора Bentley і Alvis. У жовтні 1959 року машина запускається в продаж як Princess 3-litre, проте у людей назва Princess стійко асоціюється з дешевою маркою «Остін», тому в травні 1960 року в каталогах з'являється автомобільна марка Vanden Plas.

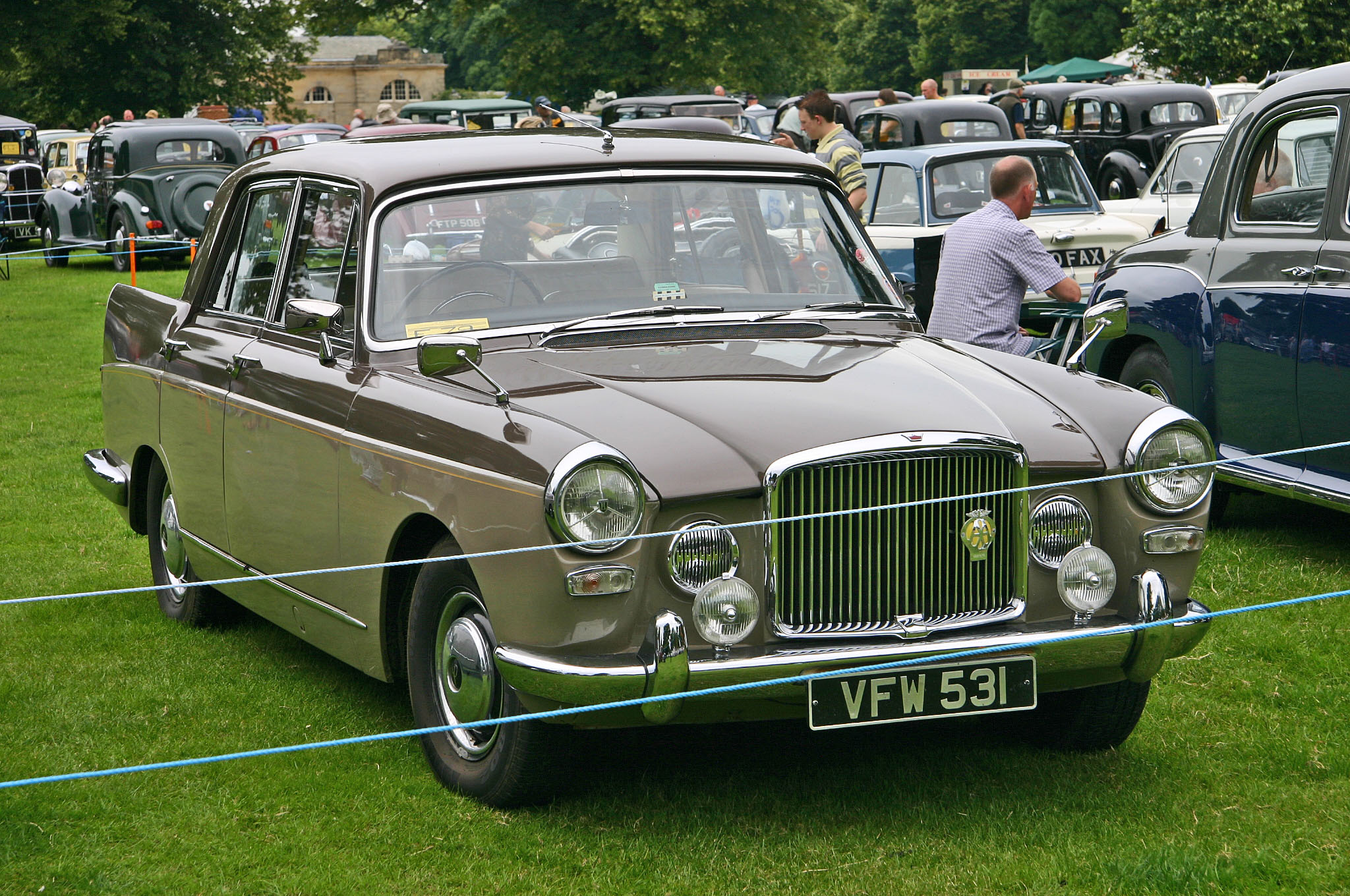
Vanden Plas Princess 3-litre Saloon

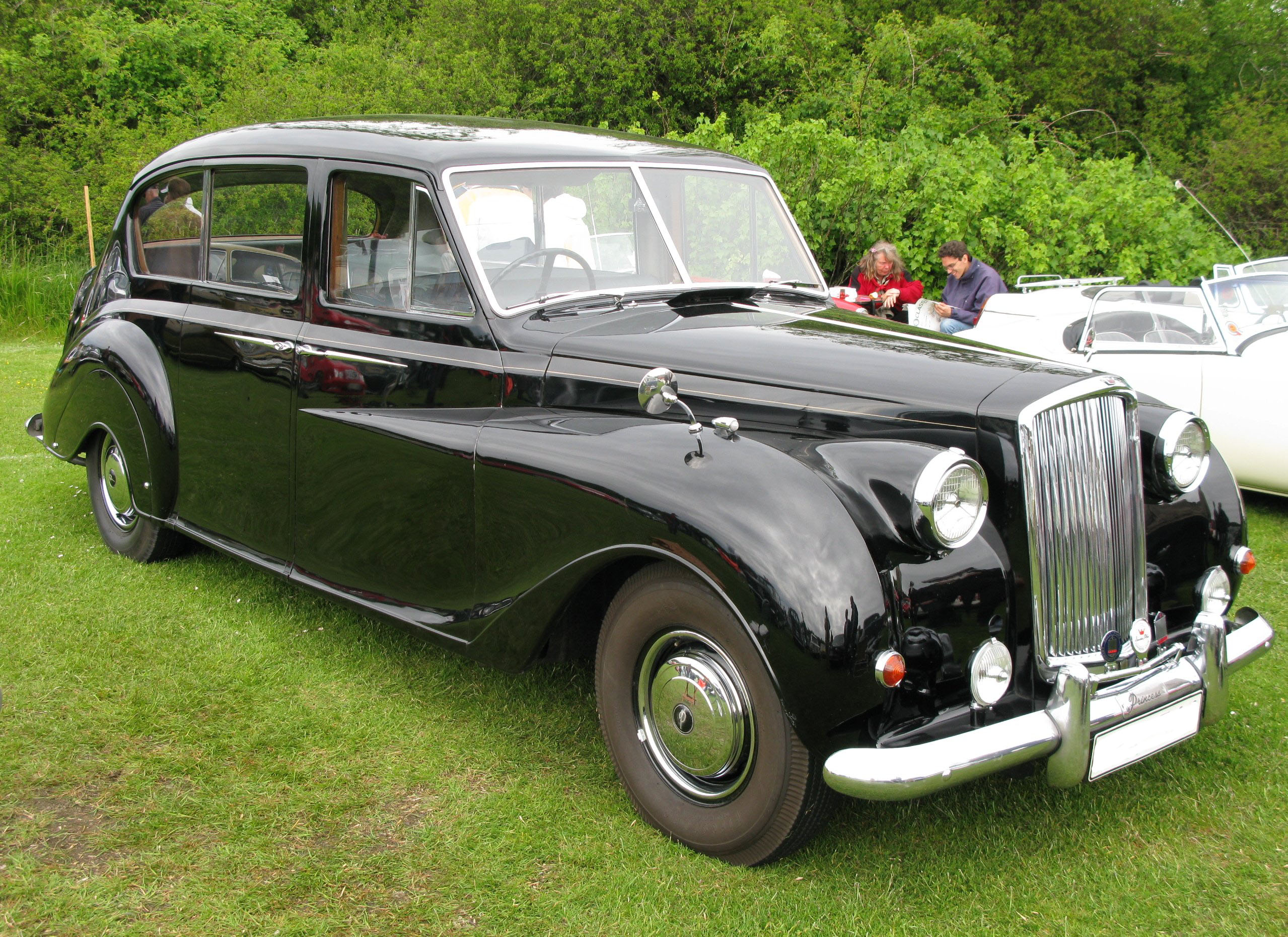
Vanden Plas Princess 4-litre Saloon

Під цією маркою продаються дві моделі: Vanden Plas Princess 3-litre Saloon і класичний Vanden Plas Princess 4-litre Saloon. Якщо другий збирався на голих шасі, що поставлялися з Лонгбріджа, то перший йшов із заводу в Кінгсбурі у вигляді напівзібраної машини, і вже "Ванден Плас "остаточно збирав машину, встановлюючи обробку з найкращих сортів шкіри, вовни і дерева.
До речі, у машин як емблема йшло зображення корони, у великої моделі вона була чорного кольору, а у молодшої — червоного.
Через рік 3-літрова модель була перероблена, її шасі збільшилося в базі на 5 см, машина отримала інші гальма і підвіску, в обробці салону з'явилися відкидні столики, вбудовані в спинки передніх сидінь. Мотор був форсований на 12 сил, тепер він розвивав 120 к.с., машина отримала назву Vanden Plas Princess 3-litre Mk II Saloon.

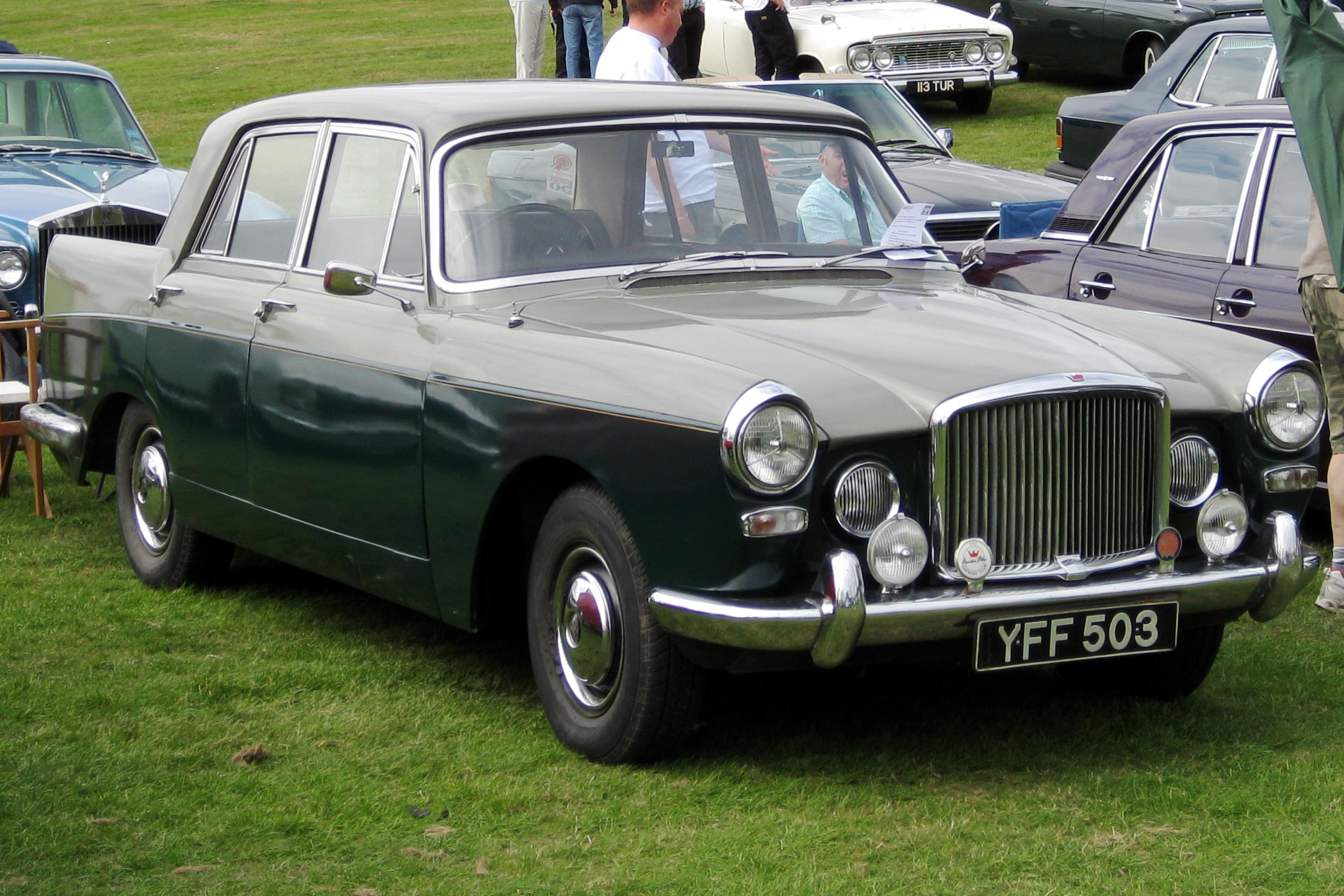
Vanden Plas Countryman 3-litre Mk2

У 1963 році на замовлення королівського двору для королеви Єлизавети будується варіант з кузовом універсал, всього таких машин буде побудовано 5.

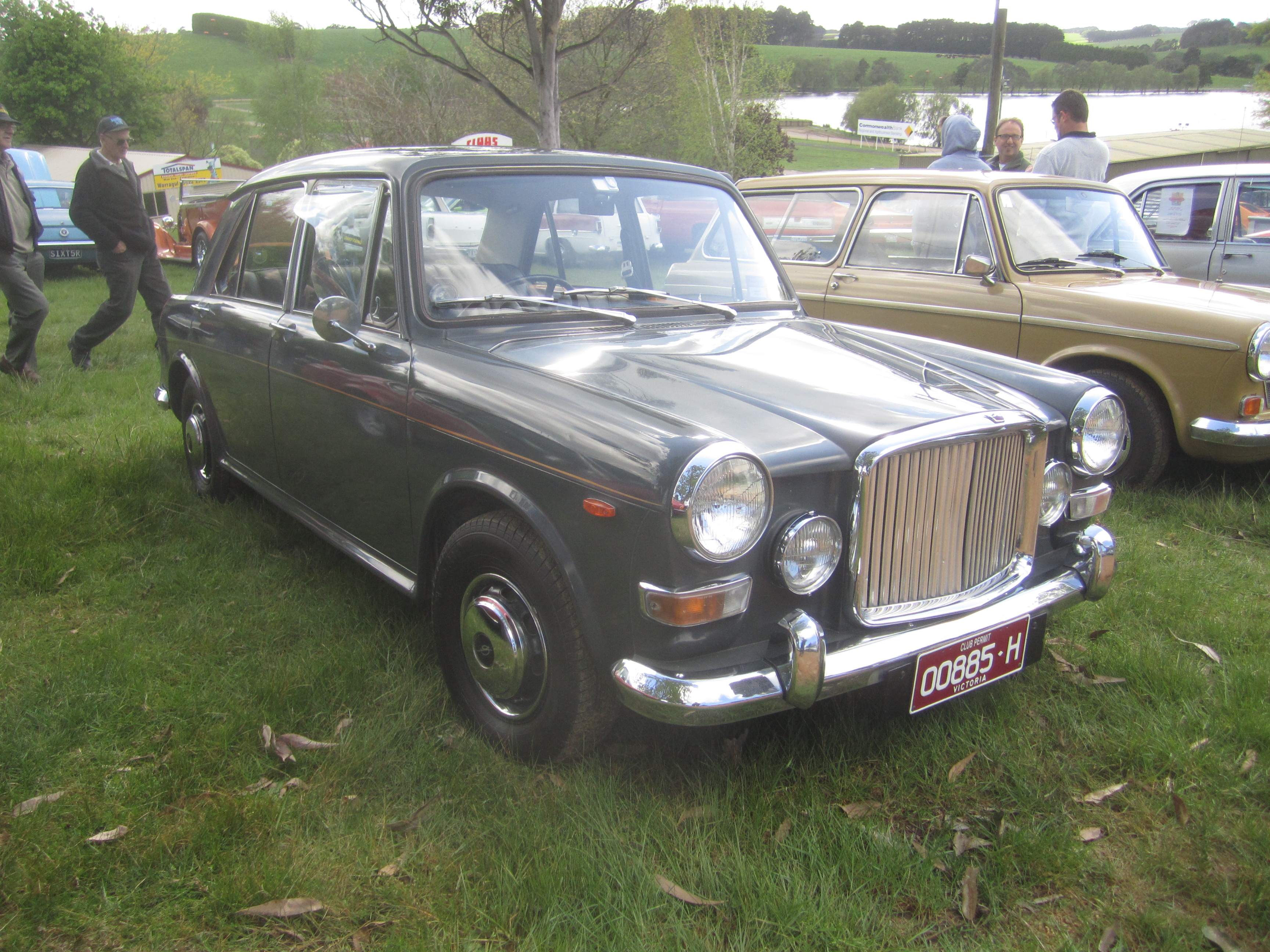
Vanden Plas Princess 1100

Тоді ж в серію запускається найменша модель фірми — Princess 1100, це був топовий варіант проекту ADO16 (Ausin/Morris 1100). Машинка оснащувалася 1.1 л мотором, потужністю 55 к.с., в той час як базові розвивали всього 48 к.с.. Салон машини відрізнявся від базових і навіть від більш дорогих Riley і Wolseley ще більше, в ньому панувала обробка з шкіри «Конноллі», горіхового кореня і килимів «Вілтон», так як і всі інші «Ванден Пласи», це малятко мало столики для пікніка, вбудовані в спинки сидінь.
У січні 1962 року «Ванден Плас» і «Роллс-Ройс» підписують угоду про співпрацю, «Ванден Плас» повинен буде поставляти несучі кузови для нової моделі «Бентлі», а «РР» буде поставляти рядні 6-циліндрові двигуни, об'ємом 4.0 л і потужністю 175 к.с., а також автоматичні коробки передач свого виробництва, і хоча проект з кузовами був мертвонародженим, ВМС стала отримувати мотори Rolls-Royce FB60.

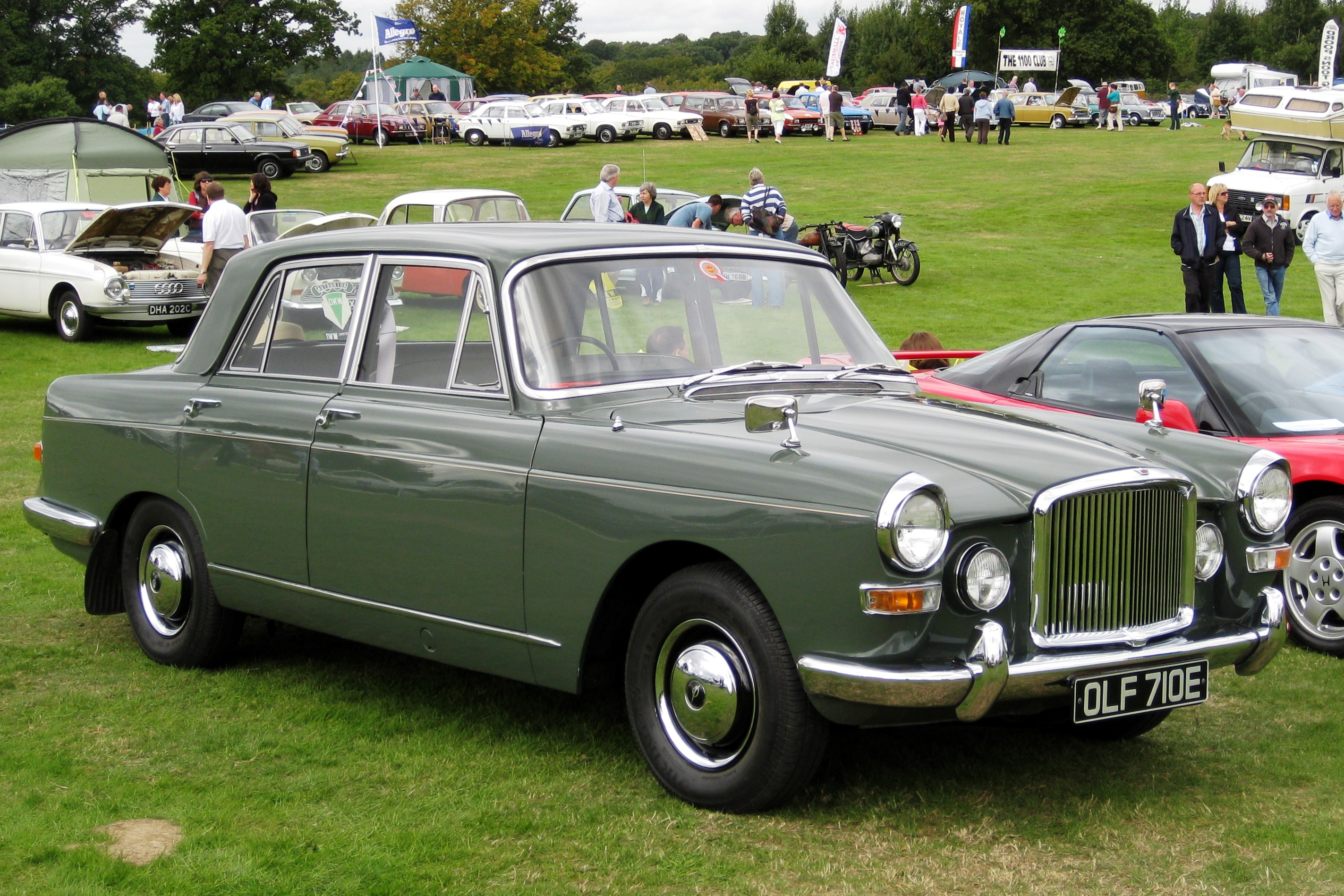
Vanden Plas Princess 4-Litre R

У червні 1964 року знімають з виробництва 3-літрову модель, а через два місяці з'являється нова машина — Vanden Plas Princess 4-litre R, на яку був встановлений 4-літровий мотор «Роллс-Ройса».
Машина була схожа на 3-літрову модель, але кузов був перероблений ґрунтовно, вікна стали більшими, крила, фари тощо стали іншими, як опція з'явилися гідропідсилювач керма і кондиціонер.
У 1967 році модель 1100 змінюється моделлю 1300, по суті, вона отримала лише більший 1275-кубовий мотор, потужністю 58 к.с., зовнішні зміни звелися до більшої задньої оптики. У 1967 році фірма перестала бути просто дочірнім підприємством ВМС, а входить до складу групи.

## Vanden Plas у власності компанії BMC

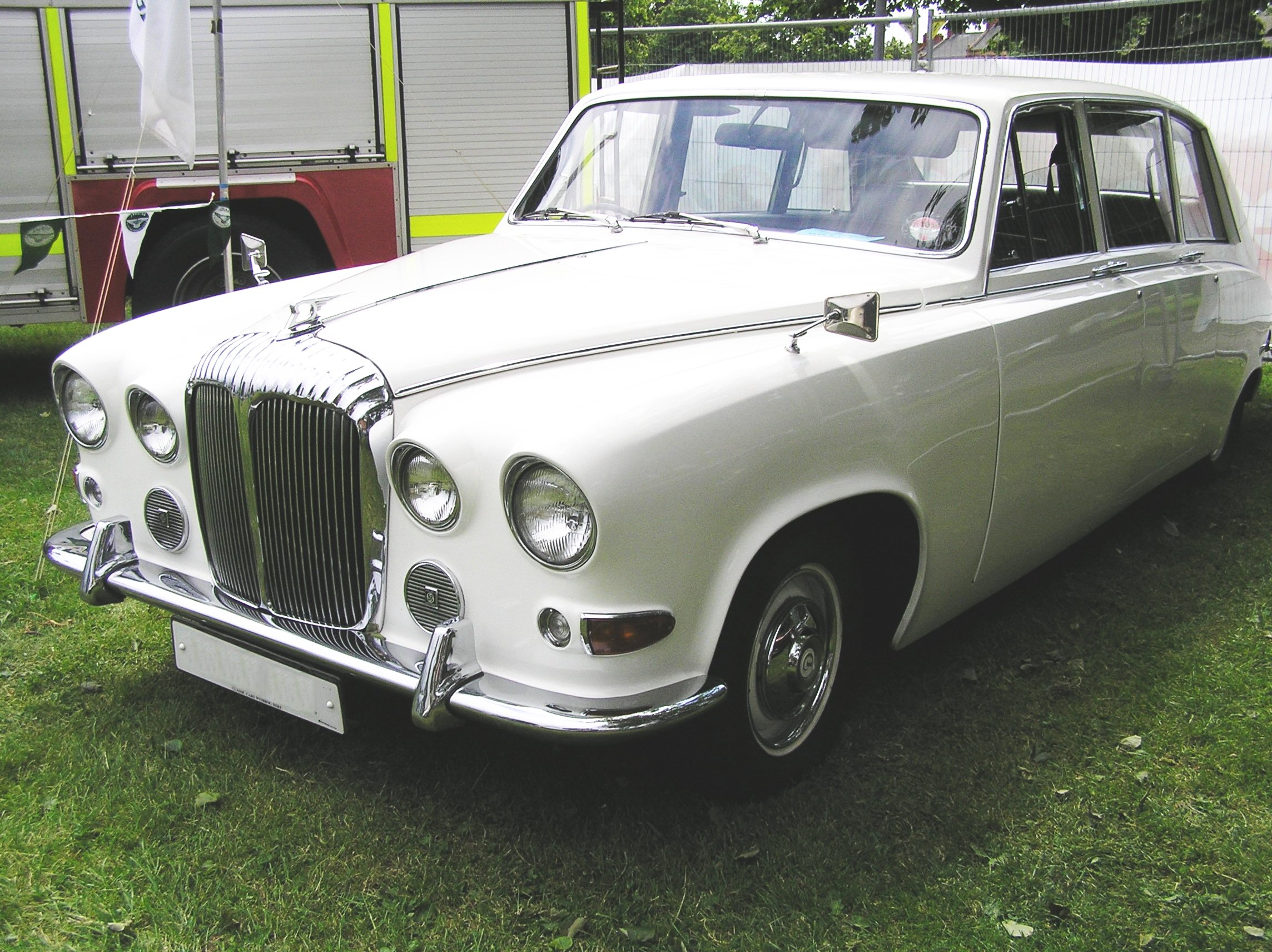
Daimler DS420

Але ще в 1966 році Jaguar-Daimler увійшов в союз ВМС, разом з «Ванден Плас» починається проектування нової моделі Daimler DS420. Машина, що була побудована на базі Jaguar MkX, повинна не тільки замінити останній справжній Daimler — DR450 з V8 під капотом, а також замінює власну Vanden Plas Princess 4-litre, причому, відразу обидві моделі. У 1968 році на заводі в Кінгсбурі починається збірка Daimler DS420, яка тривала до самого закриття заводу в 1979 році, після чого цю модель стали збирати в Ковентрі (на батьківщині «Ягуара»).

## Vanden Plas у власності компанії British Leyland. Припинення виробництва автомобілів
У 1968 році єдиною моделлю, яка виробляється під маркою «Ванден Плас», залишається Princess 1300, яка тепер ще як опція може оснащуватися і автоматичною коробкою.

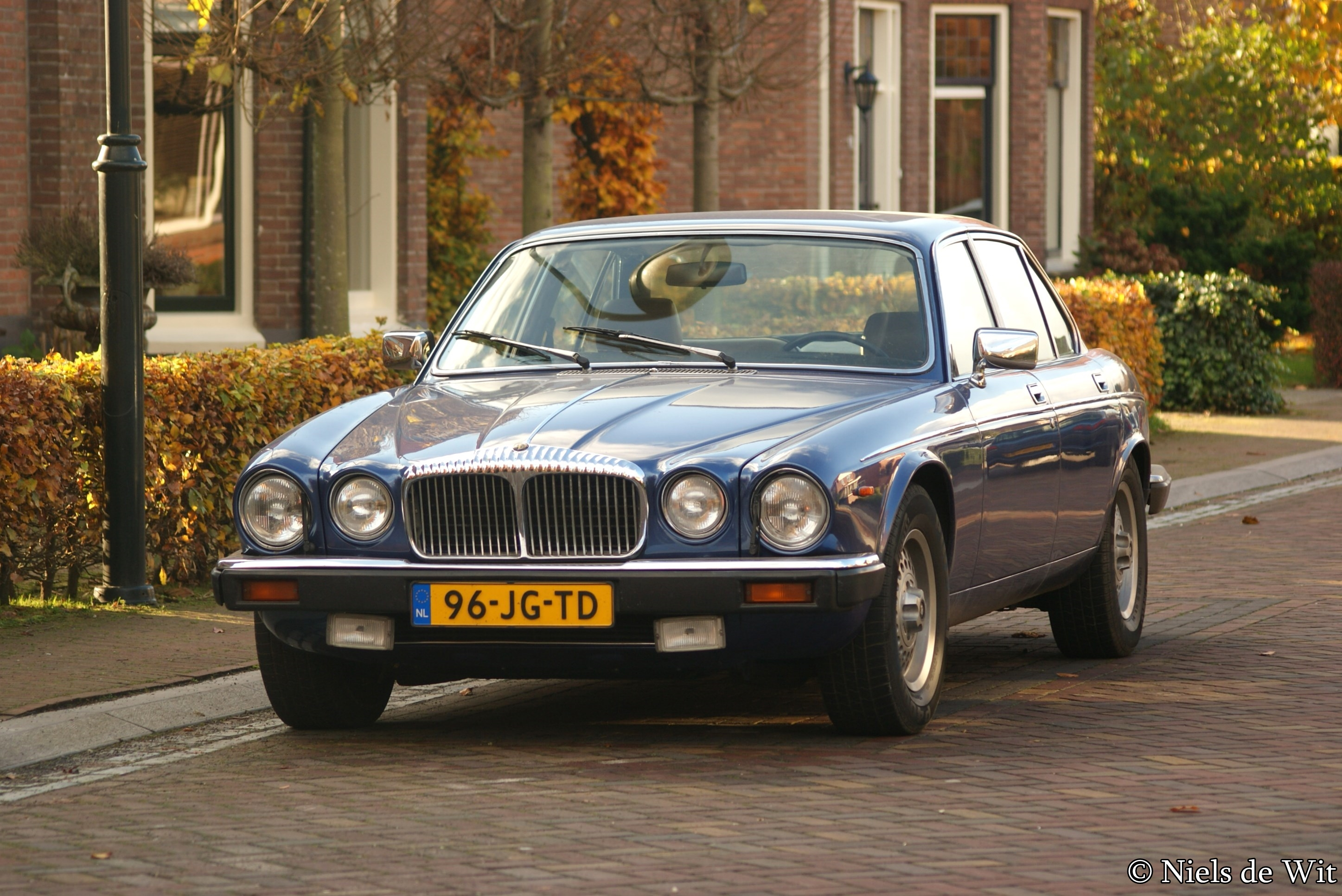
Daimler Double Six Vanden Plas

У 1972 році на ринок виводиться дітище Лофті Інгленд і Рональда Фокса — Daimler Double Six Vanden Plas.
Ця комплектація будувалася на подовженій базі, практично готовий автомобіль з Ковентрі поставлявся в Кінгсбурі, де його вже шикарно обробляла фірма «Ванден Плас», цей автомобіль в підсумку був дорожчий DS420, з цією машиною відділення «Ягуара» — «Даймлер» зміг не тільки конкурувати з топовими «Мерседесами», але і замахнутися на нішу, де панував Rolls-Royce Silver Shadow. Незабаром (в 1975 році) і рядні шістки отримали комплектацію «Ванден Плас», правда, і вони мали подовжені шасі.

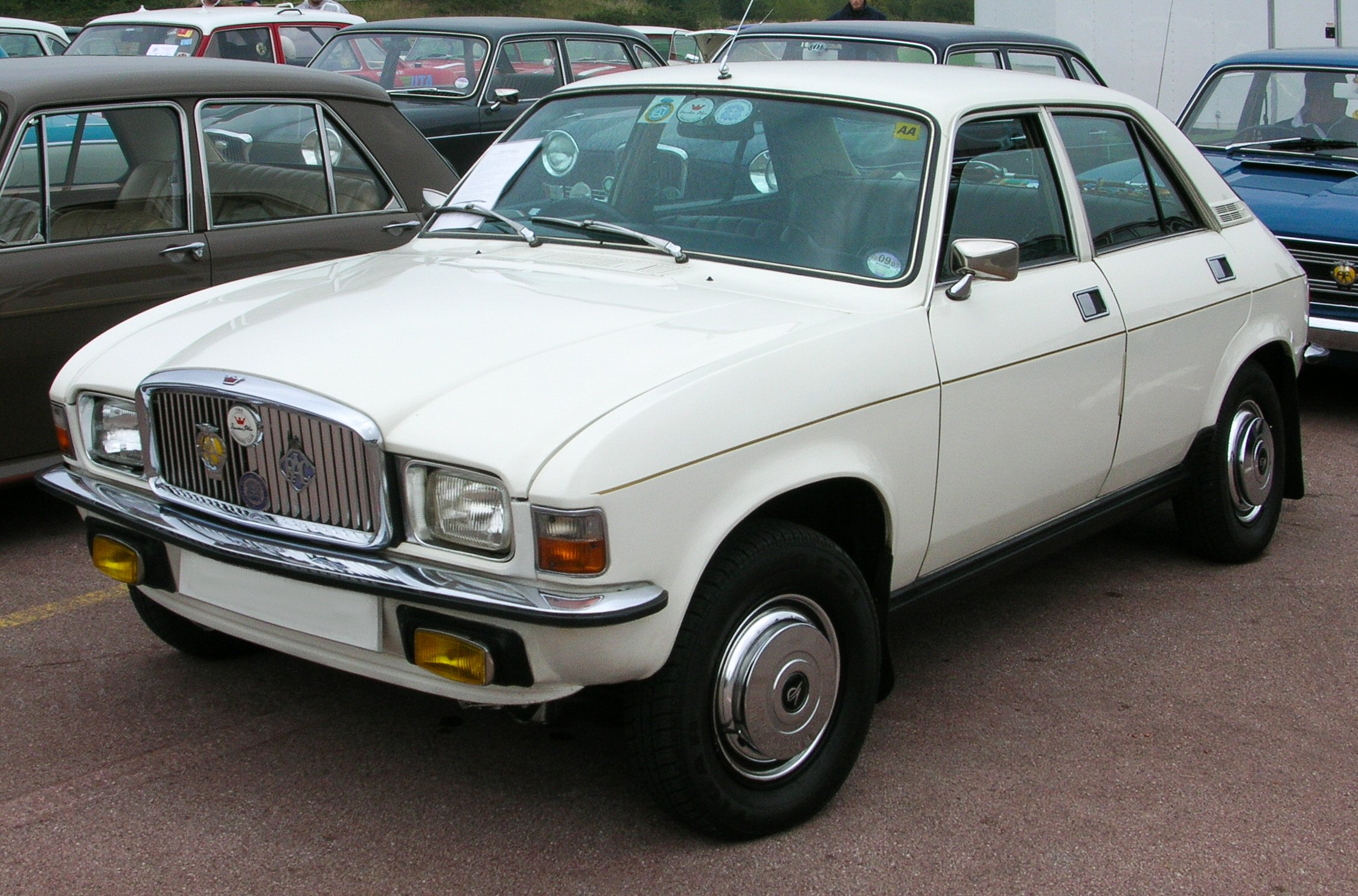
Vanden Plas 1500

У 1974 році Роланд Фокс йде на пенсію, а його місце займає містер Піл, який працював у компанії з 1947 року, а у виробничій програмі також відбуваються зміни — Vanden Plas Princess 1300 змінюється новою моделлю, побудованою на базі Austin Allegro, правда, ім'я «Принцес» відходить в історію, нова модель називається просто 1500.
Це була шикарно оброблена машина, через рік з'явився варіант з великим мотором, відповідно і нова модель — 1750.
У тому ж 1975 році планувалося будувати топову модель на базі Austin 1800/2200, назвавши її Vanden Plas Princess 1800/2200, однак BLMC вирішило вивести назву Princess як окрему марку, як це було наприкінці 50-х, в підсумку з вересня 1975 року машини стали продаватися під маркою Princess 1800/2200, при цьому поховавши іншу стару марку, що входила до концерну, — Wolseley.
Дві моделі, ідентичні зовні, випускалися до листопада 1979 року в Кінгсбурі, після чого завод закрили, однак виробництво «Ванден Плас» продовжилося ще рік на заводах фірми MG в Абінгтоні, після чого воно було згорнуто.

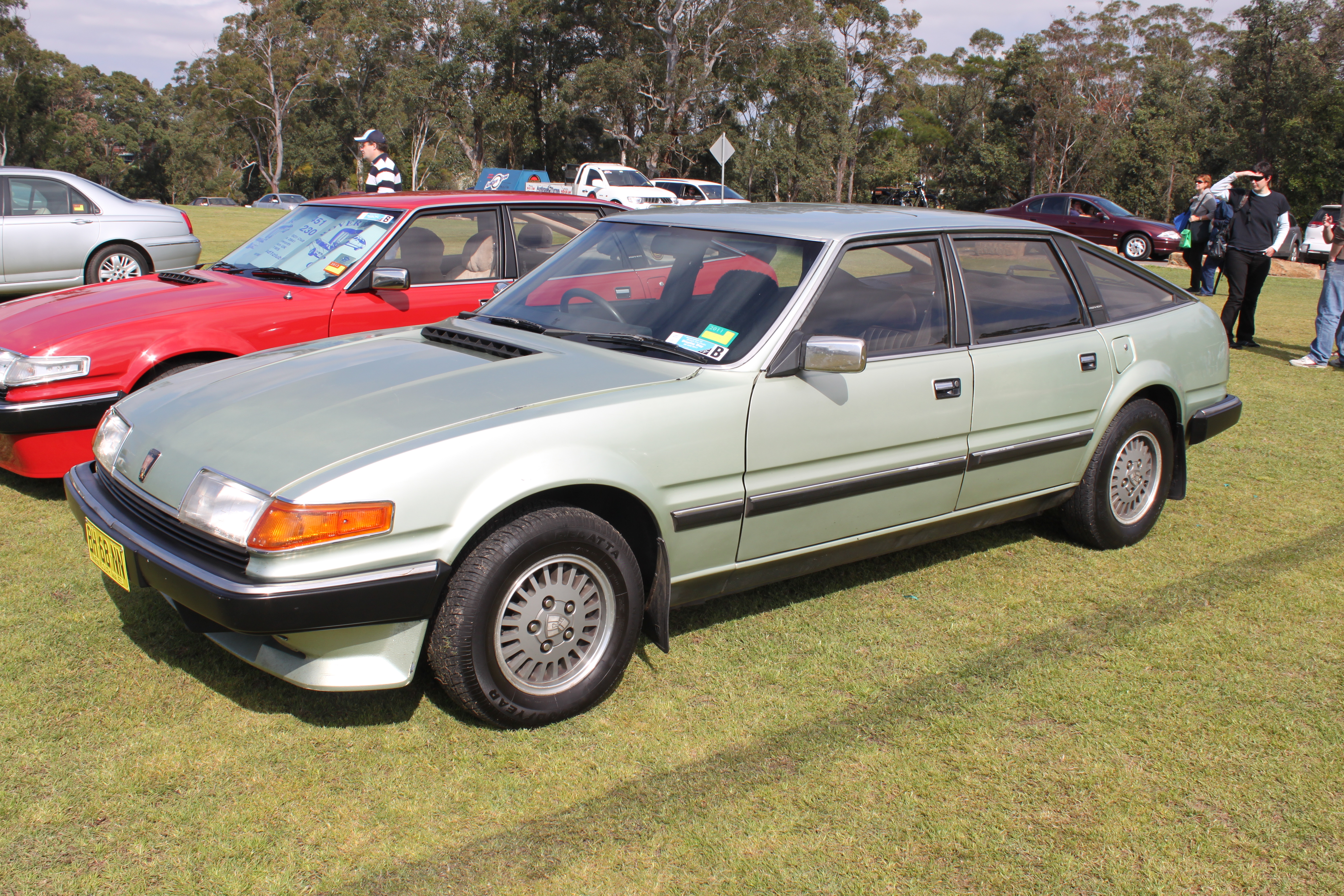
Rover SD-1 3500 Vanden Plas

Однак табличка Vanden Plas з автомобілів нікуди не зникла, ще в 1967 році фірма Jaguar стала поставляти на ринок США свої топові автомобілі марки Daimler, як Jaguar Vanden Plas, щоб не було плутанини з продукцією німецької компанії Daimler-Benz. У той же час на британському ринку ще випускалися топові Daimler з таким же логотипом, незабаром, в 1982 році, з'явилися топові Rover SD-1 з 8-циліндровими моторами, які в найдорожчій комплектації називалися Rover 3500 Vanden Plas.
У 1984 році фірма Jaguar Cars здобула незалежність від концерну, у зв'язку з цим на місцевому ринку автомобілі цієї компанії перестали мати логотипи Vanden Plas на своїх кузовах, проте американці тільки так і знали продукцію фірми Daimler, що входить в Jaguar Cars, при цьому хлопці з Ковентрі призначили концерну пеню за використання торгової марки, що належить BLMC.

## Vanden Plas у власності компанії Austin Rover

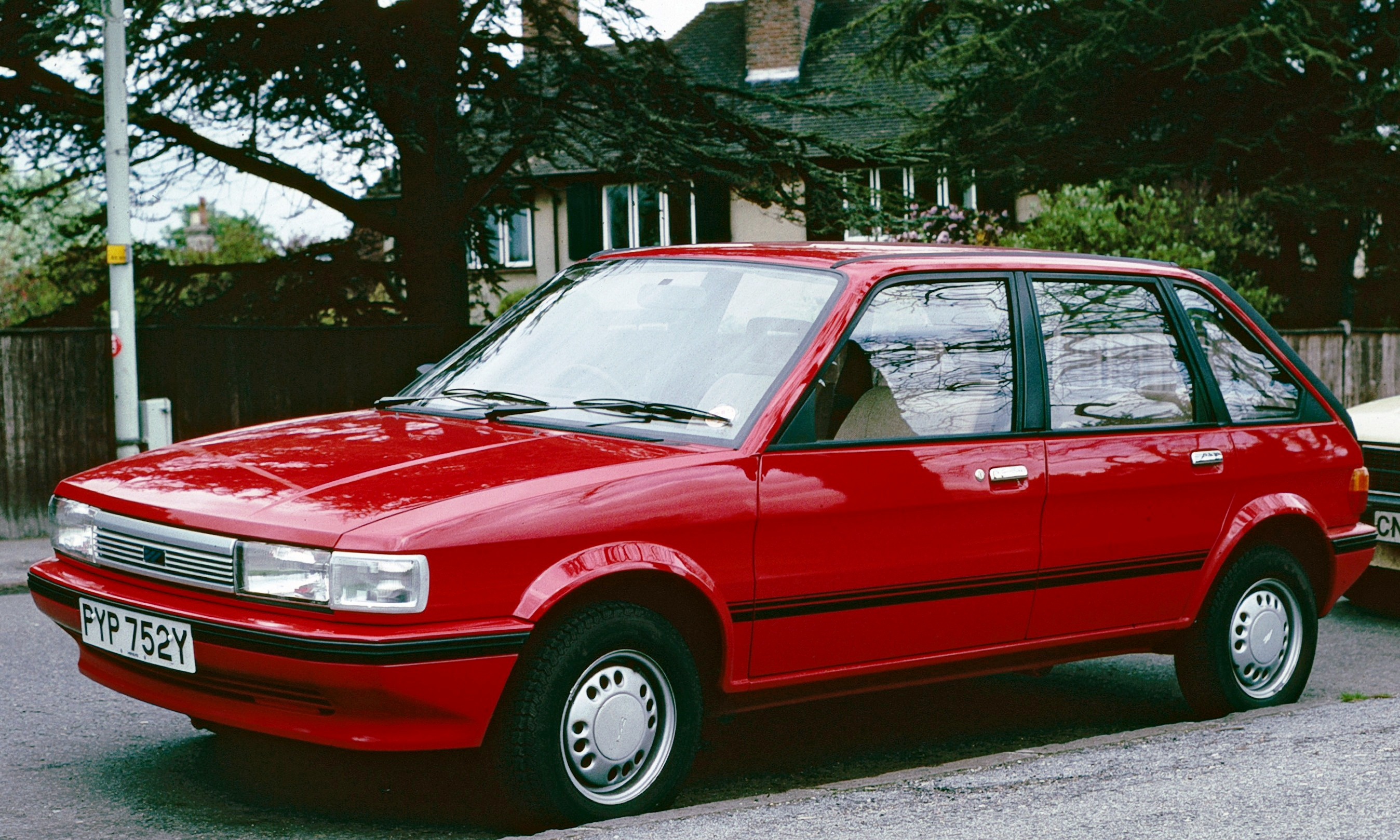
Austin Maestro Vanden Plas

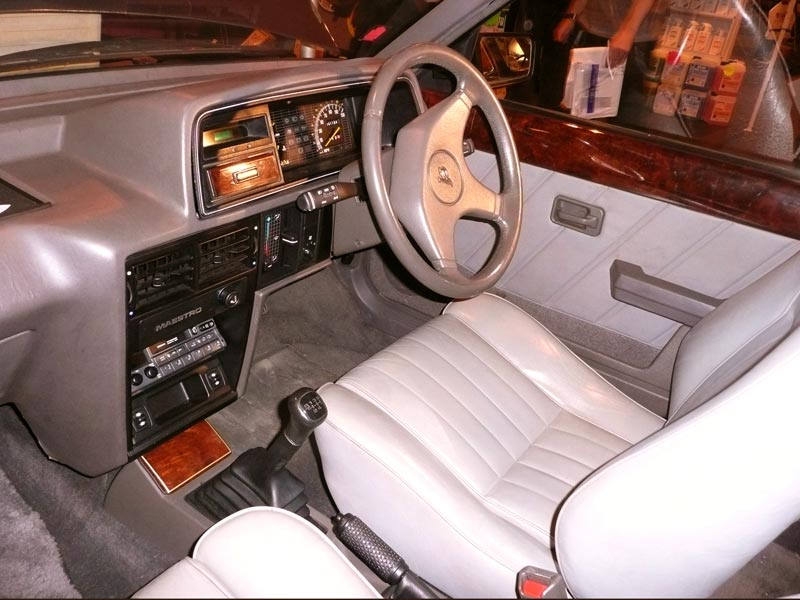
Салон Austin Maestro Vanden Plas

З 1985 року автомобілям фірми Austin Rover, якій тепер належали права на торговельну марку, починають давати ім'я Vanden Plas топовим варіантам своїх моделей Metro, Maestro і Montego, причому навіть малятко «Метро» в цьому випадку мав обробку з дорогих сортів шкіри та дерева, ну а також інше додаткове обладнання, що вигідно вирізняло ці машини від конкурентів.

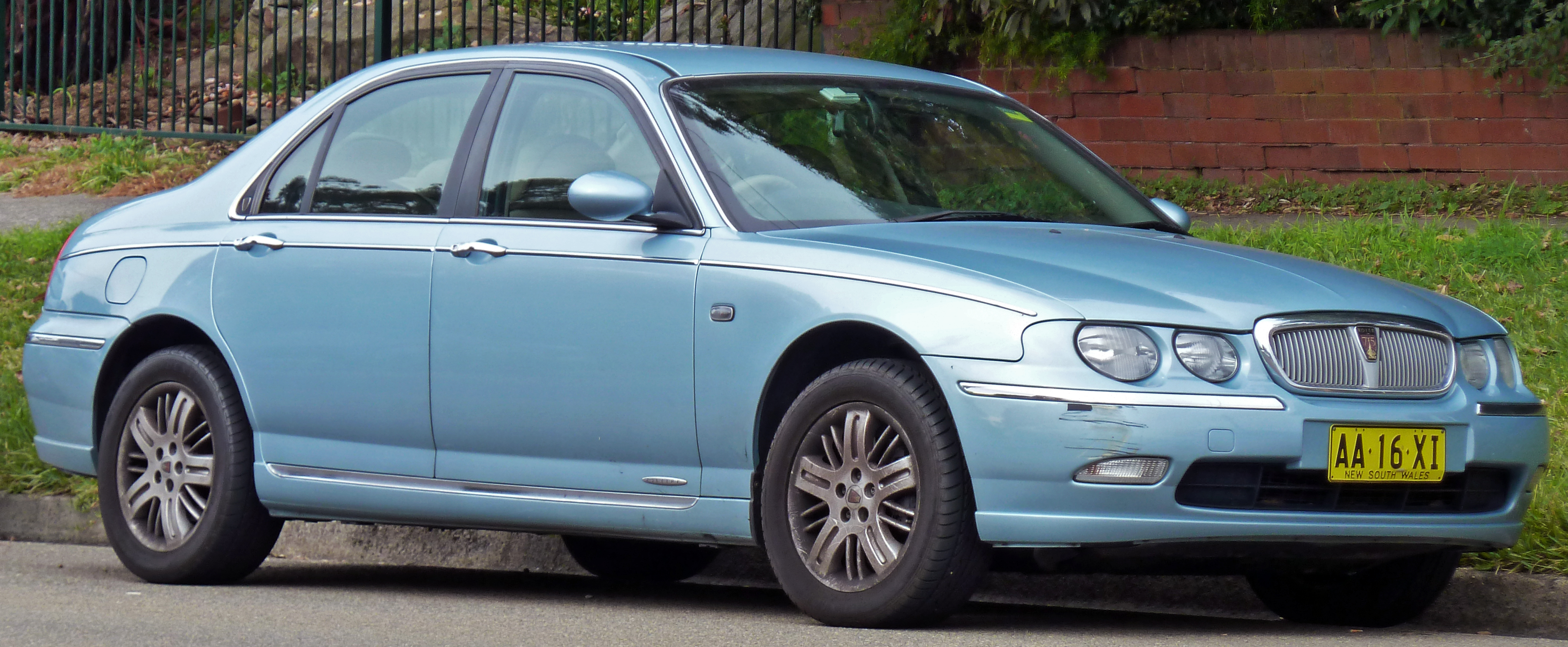
Rover 75 Vanden Plas

Однак в 1988 році марка «Остін» також йде в архів. Естафету перейняв «Ровер 213/216», який свої топові моделі позначав ще рік цим ім'ям, після чого з європейських ринків воно зникло. Але навесні 2002 року Rover оголосив про те, що свої топові варіанти 75 він буде називати легендарним ім'ям, в результаті з'являється Rover 75 Vanden Plas, кузов цієї подовженої на 20 см машини поставляла фірма S MacNeillie & Son.

## Vanden Plas у власності компанії Nanjing Automobile
Проте в 2005 році «Форд» продає все, що пов'язане з фірмою «Ровер», китайцям з фірми Nanjing Automobile, зберігши за собою лише право на марку Rover, а Vanden Plas, як і інші легендарні британські марки, що входили колись в концерн BLMC, тепер належить дітям Сходу.

## Список автомобілів Vanden Plas
- 1960 — Vanden Plas Princess 3-litre
  - Vanden Plas Princess 4-litre
- 1963 — Vanden Plas Countryman 3-litre
  - Vanden Plas Princess 1100
- 1964 — Vanden Plas Princess 4-litre R
- 1967 — Vanden Plas Princess 1300
- 1974 — Vanden Plas 1500
- 1975 — Vanden Plas 1750
  - Vanden Plas Princess 1800
  - Vanden Plas Princess 2200